# Lillian Smith
Lillian Eugenia Smith (12 de diciembre de 1897 - 28 de septiembre de 1966) fue una escritora y crítica social del Sur de Estados Unidos, principalmente conocida por su novela superventas Strange Fruit de 1944. Destacó por ser una mujer de raza blanca que adoptó abiertamente posturas controvertidas sobre temas de raza e igualdad de género, una sureña liberal que no tuvo miedo de criticar la segregación y trabajar para desmantelar las leyes de Jim Crow en un periodo en que tales acciones prácticamente garantizaban el ostracismo social.

## Vida
Smith nació el 12 de diciembre de 1897 en unos Estados Unidos anteriores al sufragio femenino, en una importante familia de Jasper, Florida. Fue la octava de diez hermanos. Su vida como la hija de un líder cívico y empresarial de clase media tomó un giro inesperado en 1915 cuando su padre perdió sus molinos de trementina. Sin embargo la familia no carecía de recursos, y decidieron mudarse a su residencia de verano en Clayton, Georgia, donde el padre había previamente adquirido y administraba el Laurel Falls Camp for Girls.
Al ser un joven adulta financieramente independiente, Smith tuvo libertad para dedicarse a sus pasiones, la música y la enseñanza, durante los siguientes cinco años. estudió durante un año en Piedmont College en Demorest (1915–1916). También pasó dos periodos en el  Peabody Institute de Baltimore en 1917 y 1919. Cuando regresó a casa ayudó a sus padres a dirigir y gestionar un hotel, y enseñó en dos escuelas de montaña antes de aceptar la posición de profesora de música en un colegio en Huzhou, (ahora Wuxing, Zhejiang), China. Aunque no iba a misa y no se consideraba a sí misma religiosa, sus juveniles principios cristianos recibieron un fuerte desafío por la opresión e injusticia que vería allí, y es posible que esto asentara las bases de su posterior concienciación como crítica social.
Pese a todo, su tiempo en China fue limitado por los problemas existentes en su casa en Estados Unidos. La salud de su padre declinaba, y se vio forzada a regresar en 1925. De vuelta a Georgia, se vio obligada a asumir el rol de directora del Laurel Falls Camp, puesto que conservaría durante los siguientes 23 años (1925-1948). Laurel Falls Camp pronto adquirió fama como institución educativa innovadora conocida por sus clases de arte, música, drama y psicología moderna. El padre de Smith falleció en 1930, y recayó en ella la responsabilidad del negocio familiar y el cuidado de su madre enferma. La combinación de este periodo de control creativo sobre Laurel Falls Camp, su habilidad para utilizarlo como un lugar para debatir temas sociales de actualidad, y las presiones de cuidar de sus padres enfermos, fueron lo que la llevaron a emplear la escritura como forma de escape emocional.
Lillian Smith pronto formó una relación de por vida con una de las consejeras de la institución que dirigía, Paula Snelling, de Pinehurst, Georgia. Las dos permanecieron en el armario como pareja de lesbianas durante el resto de sus vidas, como ha mostrado su correspondencia. La pareja comenzó a publicar una pequeña revista literaria trimestral, Pseudopodia, en 1936. La revista animaba a escritores, blancos o negros, a ofrecer una evaluación franca sobre la vida sureña moderna, a desafiar para las reformas sociales y económicas, y también criticaba a aquellos que ignoraban la pobreza y las injusticias del Viejo Sur. Ganó rápidamente fama a nivel regional como foro de pensamiento liberal, cambiando por dos veces el nombre para reflejar su ámbito creciente. En 1937 se convirtió en el North Georgia Review, y en 1942 finalmente se quedó con el título de South Today.
En 1949, mantuvo su lucha personal contra el racismo en Killers of the Dream, una colección de ensayos que intentaban identificar, desafiar y desmontar las tradiciones, costumbres, y creencias racistas del Viejo Sur, advirtiendo que la segregación corrompía el alma. También enfatizó las implicaciones negativas que tenían en las mentes de mujeres y niños. Escrito con un estilo autobiográfico y en tono de confesión altamente crítico con los moderados sureños, recibió un duro silencio por parte de los críticos de libros y de la comunidad literaria.
En 1955, el movimiento de derechos civiles obtuvo la atención nacional por el boicot de autobuses en Montgomery. Para entonces Smith había tenido encuentros o mantenido correspondencia con muchos sureños negros o liberales blancos durante años, y conocía muy bien las preocupaciones de la gente de color. Como reacción a Brown v. Board of Education, la sentencia que ilegalizó la segregación en los colegios, escribió Now Is the Time (1955), llamando al cumplimiento de la decisión del Tribunal Supremo. Llamó a la sentencia "la Magna Charta de todos los niños".
Smith luchó contra el cáncer de mama desde comienzos de la década de 1950 en adelante (narrando su experiencia en su libro de 1954, The Journey), y falleció el 28 de septiembre de 1966 a la edad de 68 años.

## Obra
- Strange Fruit (1944), su trabajo más famoso, traducido a quince idiomas.

- Killers of the Dream (1949)

- The Journey (1954)

- One Hour (1959), un ataque del macartismo en forma de novela

- Memory of a Large Christmas (1962)

- Our Faces, Our Words (1964), una oda a la resistencia no violenta del civil rights movement

## Colecciones
- The Winner Names the Age: A Collection of Writings (1978)

- How Am I to be Heard?: Letters of Lillian Smith (1993)